# Auto Pratique
Die Société l'Auto Pratique war ein französischer Hersteller von Automobilen.

## Unternehmensgeschichte
Das Unternehmen aus Paris begann 1912 mit der Produktion von Automobilen. Der Markenname lautete Auto Pratique. 1913 endete die Produktion.

## Fahrzeuge
Das einzige Modell war ein Cyclecar. Es war mit einem Einzylindermotor mit 5 PS Leistung ausgestattet. Der Motor war vorne im Fahrzeug im Fahrzeug montiert. Unüblich für ein solch kleines Cyclecar war die Kraftübertragung mittels einer Kardanwelle an die Hinterachse.